# Blossersberg
Blossersberg ist ein Gemeindeteil der Stadt Viechtach im niederbayerischen Landkreis Regen. Bis 1971 bildete es eine selbstständige Gemeinde.

## Lage
Das Dorf Blossersberg liegt östlich von Viechtach auf einem Höhenrücken über dem Ostufer des Schwarzen Regens.

## Geschichte
In der ersten Hälfte des 12. Jahrhunderts schenkte Graf Albert I. an das Hauskloster der Grafen von Bogen, Kloster Windberg, Güter in Blossersberg und Pirkaha (Pirka). Der Name Blossersberg erscheint auch in den späteren Jahrhunderten öfters in Urkunden. In Stein bei Pirka bestand ein Burgstall, der die Furt über den Regen zu sichern hatte.
Obzwar Blossersberg Hauptmannschaft war, wurde es 1808 noch nicht politische Gemeinde, sondern kam 1818 mit Pirka zur damaligen Gemeinde Sackenried. Erst seit dem 17. Januar 1831 war Blossersberg eine politische Gemeinde. Das Gebiet der früheren Gemeinde umfasste die Dörfer Blossersberg, Irlseign, Lindl und Pirka, 9 Weiler und 22 Einöden. Die Gemeinde hatte zuletzt rund 1300 Einwohner und 1576 ha Gemeindefläche. Am 1. Juli 1971 wurde die Gemeinde Blossersberg im Zuge der Gebietsreform ein Teil der Stadt Viechtach.

## Sehenswürdigkeiten
- Krieger-Gedächtniskapelle

## Vereine
- Schnupferverein Blossersberg
- Bayerischer Waldverein, Sektion Blossersberg
- Brieftaubenverein Viechtach/Blossersberg
- Freiwillige Feuerwehr Blossersberg
- E.C. Blossersberg-Stoaberg